# Луций Стаберий
Лу́ций Стабе́рий (лат. Lucius Staberius; умер после 48 года до н. э.) — римский военный деятель из плебейского рода Стабериев, участвовавший в гражданской войне 49—45 годов до н. э. на стороне Гнея Помпея.

## Биография
Луций происходил из малоизвестного плебейского рода Стабериев, представители которого впервые упоминаются только со времён диктатуры Луция Корнелия Суллы (82 — ок. 79 года до н. э.). На начальном этапе начавшегося междоусобного конфликта Луций был направлен Гнеем Помпеем в Иллирию, где с отрядом занял Аполлонийскую крепость. Получив от своих информацию, что Гай Юлий Цезарь захватил Орик и движется к Аполлонии, он стал запасаться продовольствием, всячески укреплять город и «требовать от аполлонийцев заложников». Те, однако, заявили, что заложников Стаберию не выдадут и портовых ворот перед Цезарем не запрут. Поэтому Луцию ничего не оставалось делать, как покинуть город. Аполлонийцы же отправили к Цезарю послов и приняли его.
Ввиду происшествий в Орике и Аполлонии, где имело место предательство, Тит Лабиен выступил первым из помпеянцев, поклявшись не бросать Помпея и разделить с ним всякую участь. После клятву верности принесли остальные легаты, а за ними последовало и всё войско, благодаря чему перед сражением близ Эпидамна оно стало сплочённей.
Возможно, какие-то родственные связи имелись между префектом Аполлонии и неким Квинтом Стаберием, владевшим в окрестностях Помпей и Нолы земельными угодьями. Одним из его владений в начале июня 45 года до н. э. через третьих лиц интересовался Цицерон, и поэтому неизвестно, был ли тогда Квинт ещё жив.